# Роде, Бригитте
Бригитте Реде (нем. Brigitte Rohde; род. 8 октября 1954 Пренцлау, Брандербург) — восточногерманская легкоатлетка, которая специализировалась в беге на короткие дистанции, позже — в барьерном беге.

## Биография
Выступала за сборную ГДР.
Олимпийская чемпионка в эстафете 4×400 метров (1976).
Победительница Кубка мира в эстафете 4×400 метров (1979).
Чемпионка Европы в эстафете 4×400 метров (1974).
Финалистка (4-е место) чемпионата Европы в беге на 400 метров с барьерами (1978).
Трёхкратная победительница Кубков Европы в эстафете 4×400 метров (1970, 1975, 1979).
Чемпионка (в эстафете 4×400 метров) и бронзовый призёр чемпионата (в беге на 400 метров) Европы среди юниоров (1970).
Экс-рекордсменка мира в эстафете 4×400 метров (соавтор двух ратифицированных рекордов).
По образованию — чертёжник в проектировании заводов.